# Галати
Галати (лат. Galatae, Galati, Gallograeci; грч.  — „Гали“) су били келтски народ који су живели углавном у северним и централним деловима Мале Азије, у области званој Галатија. Они су потицали од велике келтске инвазије на Македонију, коју је предводио Брен. Први Келти који су се населили у Галатији прошли су кроз Тракију под вођством Леотариja и Леонорија 278. п. н. е. Ови Келти састојала се углавном од три племена: Тектосага, Трокма и Толистобоја, али је такође било и из других мањих племена. Говорили су келтским галатским језиком, који се слабо проучен.
Многи Галати су покрштени у 1. веку нове ере захваљујући мисинарском деловању апостола Павла. Једна од Посланица апостола Павла у Новом завету је упућена галатској хришћанској заједници (Посланица Галатима).